# Perth
|  | Aquest article tracta sobre la ciutat australiana. Si cerqueu la ciutat escocesa, vegeu «Perth (Escòcia)». |

Perth és la capital de l'estat d'Austràlia Occidental, a la costa de l'oceà Índic. Amb 2.021.200 habitants al cens del 2014, és la quarta ciutat més gran d'Austràlia i la més poblada de l'estat, amb gairebé tres quartes parts de la població d'Austràlia Occidental. Va ser fundada l'any 1829, i és anomenada així en homenatge a la ciutat escocesa de Perth.
Perth es troba a les terres tradicionals del poble Whadjuk Noongar, on els aborígens australians han viscut durant almenys 45.000 anys.
Administrativament, conforma la seva àrea metropolitana que es manté al marge de la divisió de les nou regions d'Austràlia Occidental.
El 19 de setembre de 2006, el Tribunal Federal d'Austràlia va declarar que el títol natiu de Noongar continuava existint a l'àrea metropolitana de Perth en el cas Bennell contra l'Estat d'Austràlia Occidental [2006] FCA 1243. Posteriorment, es va presentar un recurs i el 2008 el Tribunal Plenari del Tribunal Federal va confirmar parts de l'apel·lació dels governs d'Austràlia Occidental i de la Commonwealth. Després d'aquesta apel·lació, el govern de WA i el South West Aboriginal Land and Sea Council van negociar l'acord de títol natiu del sud-oest, inclòs l'acord d'ús de la terra indígena de Whadjuk sobre la regió de Perth, que va ser finalitzat pel Tribunal Federal l'1 de desembre de 2021. Com a part d'arribar a aquest acord, el 2016 es va aprovar la Llei de reconeixement de Noongar (Koorah, Nitja, Boordahwan) (Passat, Present, Futur), que reconeixia el poble Noongar com a propietari tradicional de la regió del sud-oest d'Austràlia Occidental.

## Geografia

### Central business district
El districte central de negocis de Perth està delimitat pel riu Swan al sud i a l'est, amb Kings Park a l'extrem occidental i la reserva ferroviària com a frontera nord. Un projecte de finançament estatal i federal anomenat Perth City Link va enfonsar una secció de la línia de ferrocarril per permetre un fàcil accés per als vianants entre Northbridge i el CBD. El Perth Arena és un escenari d'entreteniment i esport a la zona d'enllaç de la ciutat que ha rebut diversos premis d'arquitectura d'institucions com l’Institut de Disseny d'Austràlia, l’Institut Australià d'Arquitectes i Colorbond. St Georges Terrace és el carrer més destacat de la zona, amb una gran quantitat d'oficines al CBD. Hay Street i Murray Street tenen la majoria de les instal·lacions comercials i d'entreteniment. L'edifici més alt de la ciutat és Central Park, el dotzè edifici més alt d'Austràlia. El CBD fins al 2012 va ser el centre d'un auge induït per la mineria, amb diversos projectes comercials i residencials que es van construir, inclòs Brookfield Place, un edifici d'oficines de 244 m per a la companyia minera angloaustraliana BHP.

### Àrea metropolitana

Esquema de l'àrea de la regió metropolitana de Perth

L'àrea metropolitana de Perth s'estén al llarg de la costa fins a Two Rocks al nord i Singleton al sud, una distància d'aproximadament 125 km. Des de la costa a l'oest fins a Mundaring a l'est hi ha una distància d'aproximadament 50 km. L'àrea metropolitana de Perth cobreix 6418 km².
La regió metropolitana està definida per la Llei de planificació i desenvolupament de 2005 per incloure 30 àrees de govern local, amb l'extensió exterior la ciutat de Wanneroo i la ciutat de Swan al nord, la Comarca de Mundaring, la ciutat de Kalamunda i la ciutat d'Armadale. A l'est, la comarca de Serpentine-Jarrahdale, al sud-est i la ciutat de Rockingham al sud-oest, incloses les illes Rottnest i Garden Island a la costa oest. Aquesta mesura es correlaciona amb l’Esquema de la Regió Metropolitana i l’Oficina Australiana d'Estadística de Perth (Divisió Estadística Principal).
L'extensió metropolitana de Perth es pot definir d'altres maneres: l'Àrea Estadística de la Gran Capital de l'Oficina d'Austràlia d'Estadística o, en resum, el Gran Perth, consta d'aquesta àrea, més la ciutat de Mandurah i l'àrea estadística de nivell 2 de Pinjarra de la Comarca de Murray, mentre que la Llei de Comissions de Desenvolupament Regional de 1993 inclou la Comarca de Serpentine-Jarrahdale a la regió de Peel.

### Geologia i formes del relleu
Perth es troba al riu Swan, anomenat així pels cignes negres nadius per Willem de Vlamingh, capità d'una expedició holandesa i nom de l’illa Rottnest de WA, que va descobrir els ocells mentre explorava la zona el 1697. Aquesta massa d'aigua era coneguda pels habitants aborígens com Derbarl Yerrigan. El centre de la ciutat i la majoria dels suburbis es troben a la plana sorra i relativament plana Swan Coastal Plain, que es troba entre el Darling Scarp i l'oceà Índic. Els sòls d'aquesta zona són força infèrtils.
Gran part de Perth es va construir a les zones humides de Perth, una sèrie d'aiguamolls d'aigua dolça que van des del llac Herdsman a l'oest fins a la cala Claisebrook a l'est.
A l'est, la ciutat està vorejada per una baixa escarpa anomenada Darling Scarp. Perth es troba en terrenys generalment plans i ondulats, en gran part a causa de l'elevada quantitat de sòls sorrencs i roca base profunda. L'àrea metropolitana de Perth té dos grans sistemes fluvials, un format pels rius Swan i Canning, i un dels rius Serpentine i Murray, que desemboquen a l’entrada de Peel a Mandurah. Els boscos i boscos de Perth-Gingin i els boscos de Banksia de la plana costanera de Swan es troben a cavall de l'àrea metropolitana.

### Clima

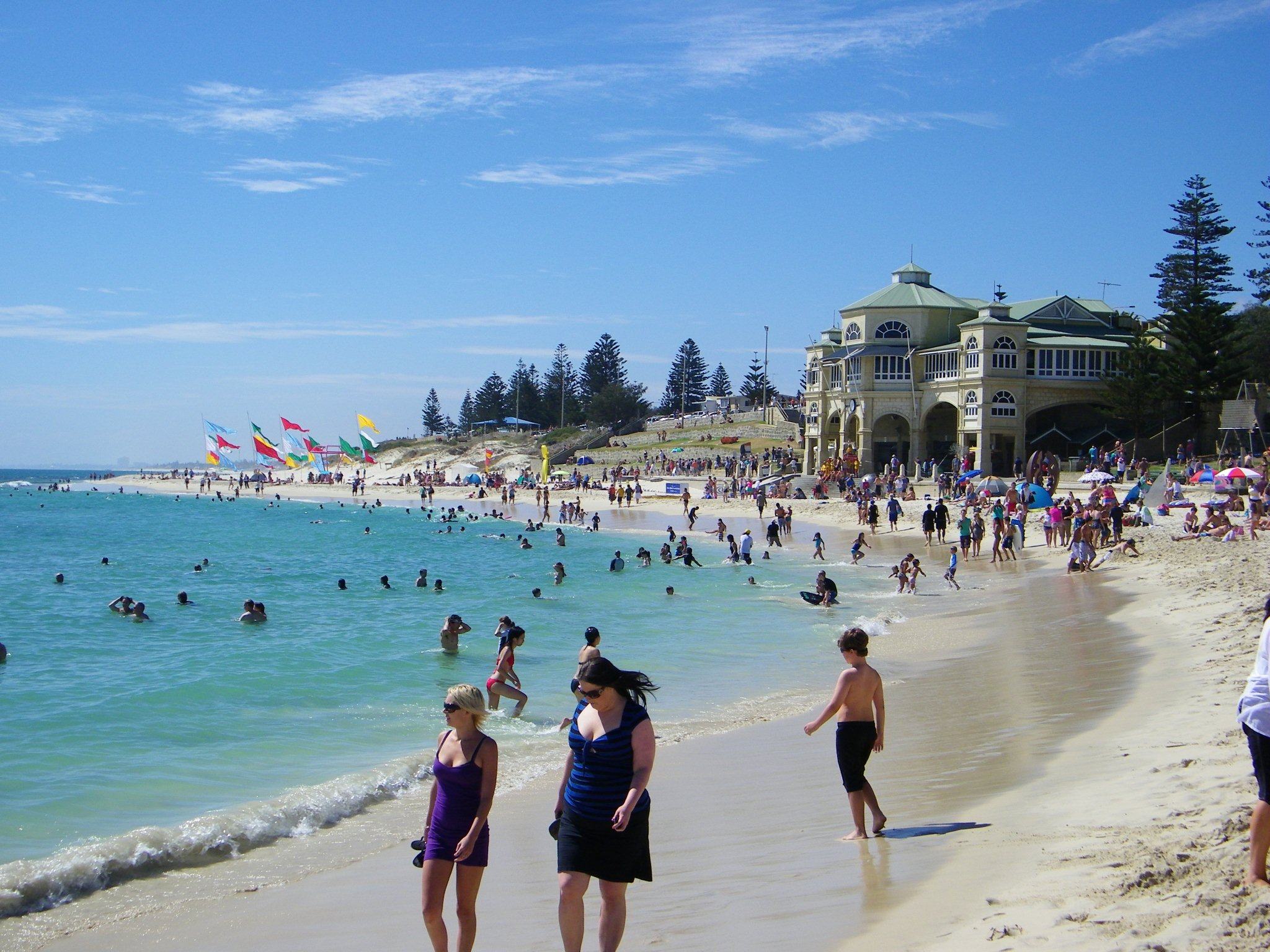
Platja de Cottesloe

Perth rep precipitacions hivernals moderades, encara que molt estacionals. Els estius són generalment calorosos, assolellats i secs, que duren de desembre a març, sent febrer en general el mes més calorós. Els hiverns són relativament frescs i humits, donant a Perth un clima mediterrani d'estiu calorós (classificació climàtica de Köppen Csa). Perth té una mitjana de 8,8 hores de sol al dia, la qual cosa equival a unes 3.200 hores de sol i 138,7 dies clars anualment, la qual cosa la converteix en la capital més assolellada d'Austràlia.

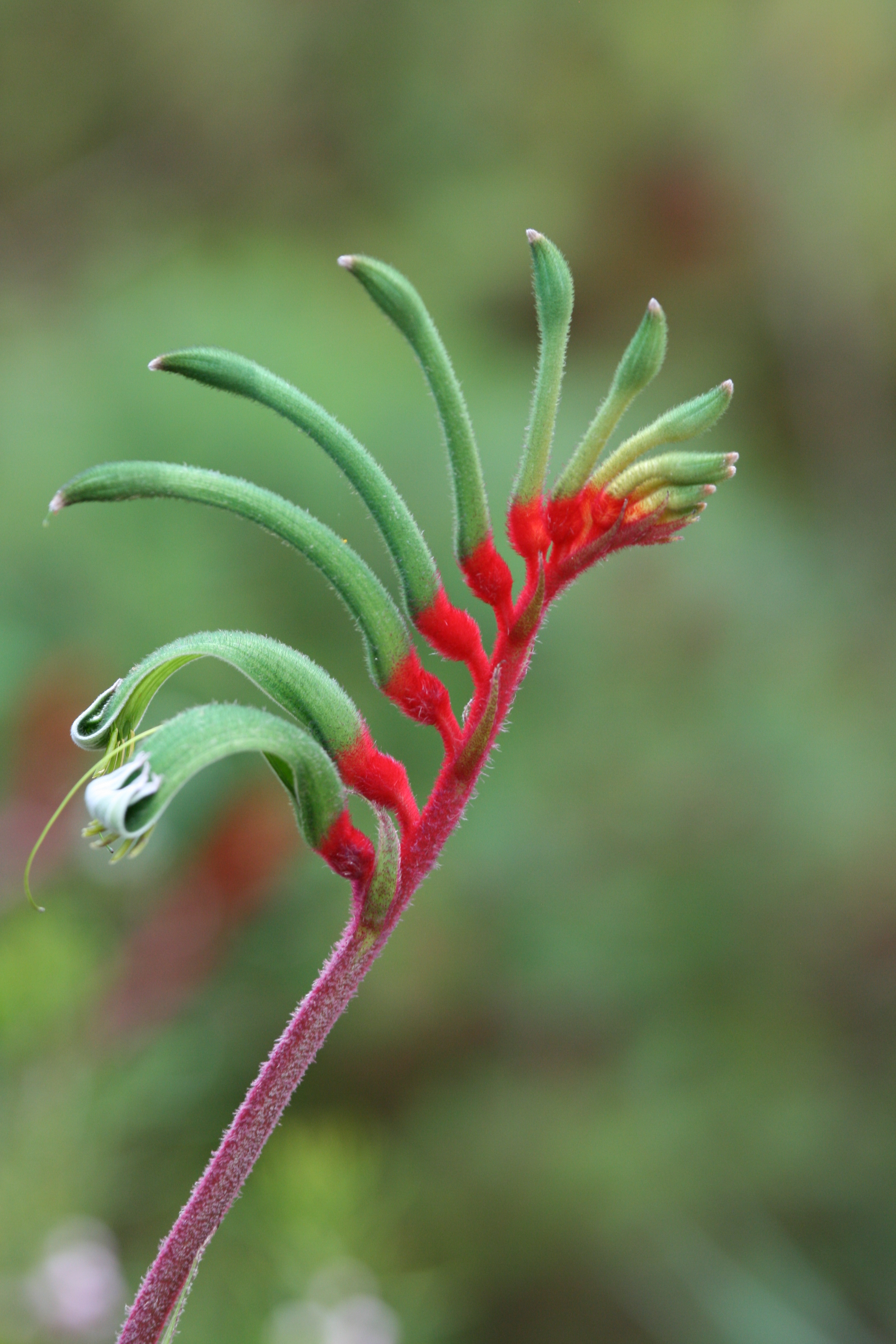
Cangur Paw al Kings Park

Els estius són secs, però no estan completament exempts de pluja, amb pluges esporàdiques en forma de tempestes de curta durada, fronts freds febles i, de vegades, ciclons tropicals en decadència del nord-oest d'Austràlia Occidental, que poden provocar pluges abundants. Temperatures superiors 40 °C són força habituals als mesos d'estiu. La temperatura més alta registrada a Perth va ser de 46,2 °C el 23 de febrer de 1991, tot i que l'aeroport de Perth va registrar 46,7 °C el mateix dia. La majoria de les tardes d'estiu una brisa marina, coneguda localment com el "Fremantle Doctor", bufa des del sud-oest, proporcionant alleujament dels vents calents del nord-est. Les temperatures solen baixar per sota dels 30 °C poques hores després de l'arribada del canvi de vent. A l'estiu, el punt de rosada de les 3 de la tarda és de mitjana al voltant de les 12 C.
Els hiverns són frescos i humits, amb la major part de les pluges anuals de Perth entre maig i setembre. Els hiverns presenten pluges importants a mesura que els sistemes frontals es mouen per la regió, intercalats amb dies clars i assolellats on les temperatures mínimes tendeixen a baixar per sota dels 5 C. La temperatura més baixa registrada a Perth va ser de -0,7 °C el 17 de juny de 2006. La temperatura més baixa a l’àrea metropolitana de Perth va ser de -3,4 °C el mateix dia a l'aeroport de Jandakot, tot i que les temperatures a o sota zero són rares. La temperatura màxima més baixa registrada a Perth és de 8,8 °C el 26 de juny de 1956. De tant en tant fa prou fred perquè es formin gelades. Tot i que mai s'ha registrat neu al CBD de Perth, s'han reportat nevades lleugeres als suburbis exteriors de Perth als turons de Perth al voltant de Kalamunda, Roleystone i Mundaring. La nevada més recent va ser l'any 1968.
El patró de pluges ha canviat a Perth i al sud-oest d'Austràlia Occidental des de mitjans dels anys setanta. S'ha observat una reducció important de les pluges hivernals amb un nombre més gran de precipitacions extremes a l'estiu, com les tempestes lentes del 8 de febrer de 1992 que van portar 120,6 mm de pluja, fortes pluges associades a una baixa tropical el 10 de febrer de 2017, que van portar 114,4 mm de pluja, i les restes de l'antic cicló tropical Joyce el 15 de gener de 2018 amb 96,2 mm. Perth també va ser afectat per una forta tempesta el 22 de març de 2010, que va provocar 40,2 mm de pluja i gran calamarsa i va causar importants danys a l'àrea metropolitana.
La temperatura mitjana del mar oscil·la entre els 18,9 °C a l'octubre al 23,4 °C al març.
| Paràmetres climàtics mitjans de Perth                                                            | Paràmetres climàtics mitjans de Perth | Paràmetres climàtics mitjans de Perth | Paràmetres climàtics mitjans de Perth | Paràmetres climàtics mitjans de Perth | Paràmetres climàtics mitjans de Perth | Paràmetres climàtics mitjans de Perth | Paràmetres climàtics mitjans de Perth | Paràmetres climàtics mitjans de Perth | Paràmetres climàtics mitjans de Perth | Paràmetres climàtics mitjans de Perth | Paràmetres climàtics mitjans de Perth | Paràmetres climàtics mitjans de Perth | Paràmetres climàtics mitjans de Perth |
| Mes                                                                                              | Gen.                                  | Feb.                                  | Mar.                                  | Abr.                                  | Mai.                                  | Jun.                                  | Jul.                                  | Ago.                                  | Set.                                  | Oct.                                  | Nov.                                  | Des.                                  | Anual                                 |
| ------------------------------------------------------------------------------------------------ | ------------------------------------- | ------------------------------------- | ------------------------------------- | ------------------------------------- | ------------------------------------- | ------------------------------------- | ------------------------------------- | ------------------------------------- | ------------------------------------- | ------------------------------------- | ------------------------------------- | ------------------------------------- | ------------------------------------- |
| Temperatura diària màxima °C (°F)                                                                | 31,2 (88,2)                           | 31,5 (88,7)                           | 29,6 (85,3)                           | 26,0 (78,8)                           | 22,3 (72,1)                           | 19,5 (67,1)                           | 18,5 (65,3)                           | 19,1 (66,4)                           | 20,5 (68,9)                           | 23,4 (74,1)                           | 26,7 (80,1)                           | 29,4 (84,9)                           | 24,8 (76,6)                           |
| Temperatura diària mínima °C (°F)                                                                | 18,1 (64,6)                           | 18,3 (64,9)                           | 16,8 (62,2)                           | 13,8 (56,8)                           | 10,4 (50,7)                           | 8,6 (47,5)                            | 7,9 (46,2)                            | 8,3 (46,9)                            | 9,6 (49,3)                            | 11,6 (52,9)                           | 14,3 (57,7)                           | 16,4 (61,5)                           | 12,8 (55)                             |
| Precipitació total mm (polzades)                                                                 | 19,1 (0,8)                            | 13,4 (0,5)                            | 19,7 (0,8)                            | 35,2 (1,4)                            | 87,7 (3,5)                            | 127,3 (5)                             | 144,5 (5,7)                           | 125,5 (4,9)                           | 82,8 (3,3)                            | 38,8 (1,5)                            | 21,7 (0,9)                            | 10,9 (0,4)                            | 730,9 (28,8)                          |
| Font: Bureau of Meteorology Temperatures: 1993–2020; Extremes: 1897–2020; Dades pluja: 1993–2020 |                                       |                                       |                                       |                                       |                                       |                                       |                                       |                                       |                                       |                                       |                                       |                                       |                                       |
| Font #2: Time and Date {{{consulta2}}}                                                           |                                       |                                       |                                       |                                       |                                       |                                       |                                       |                                       |                                       |                                       |                                       |                                       |                                       |

### Aïllament
Amb més de dos milions de residents, Perth és una de les grans ciutats més aïllades del món. La ciutat més propera amb una població de més de 100.000 habitants és Adelaide, a més de 2100 km. Perth és geogràficament més a prop de Timor Oriental (2800 km) i Jakarta, Indonèsia (3000), que de Sydney (3300 km).

## Demografia
| Poblacions històriques           |
| -------------------------------- |
| Plantilla:Historical populations |

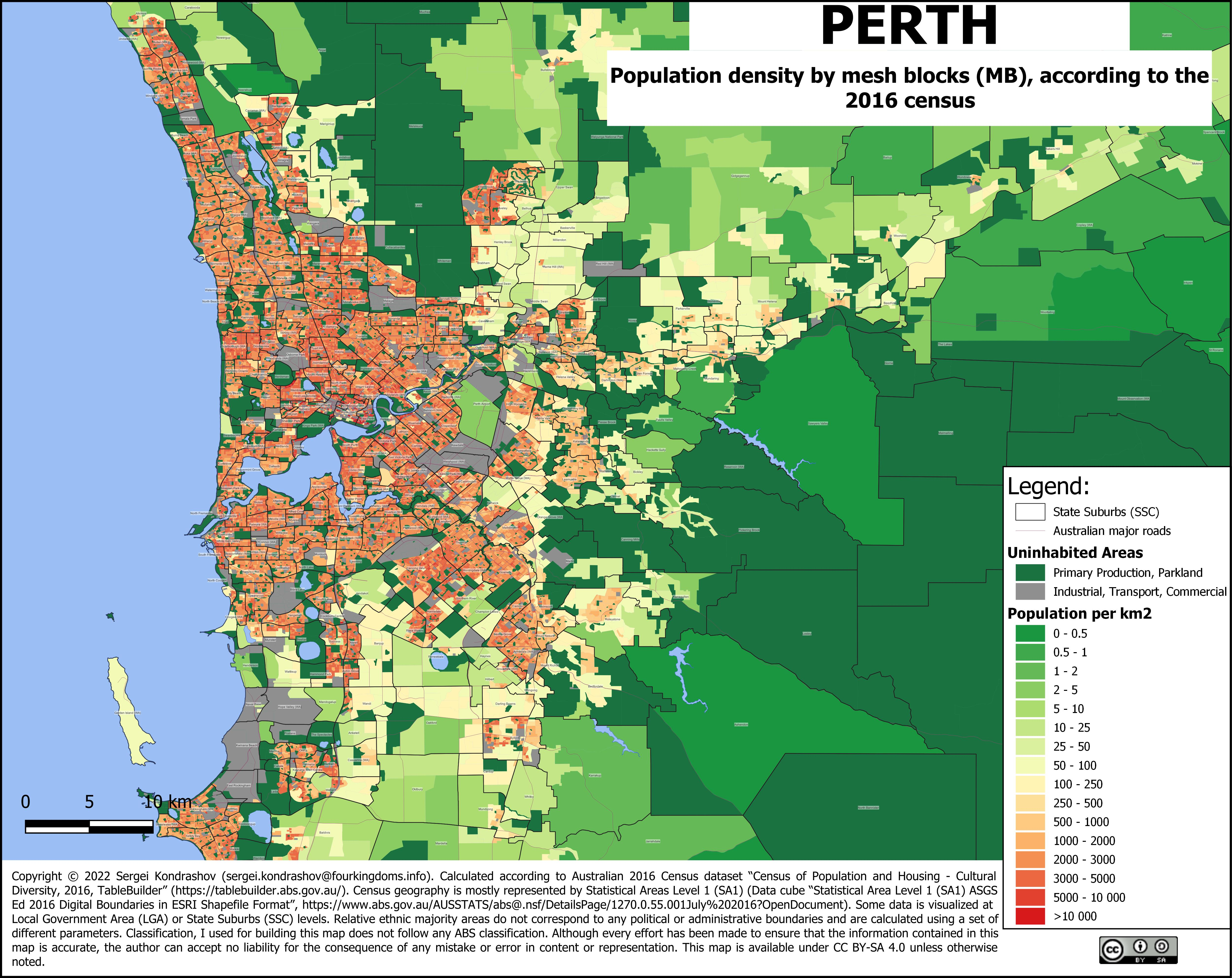
Densitat de població de Perth per blocs, segons el cens de 2016

Perth és la quarta ciutat més poblada d'Austràlia, després d'haver superat la població d'Adelaida el 1984. El juny de 2018 hi havia uns 2.059.484 residents a l'àrea de Greater Perth, el que representa un augment d'aproximadament un 1,1% respecte a l'estimació de 2017 de 2.037.902.
| 2013      | 2014      | 2015      | 2018      | 30 juny 2021 | 10 agost 2021 |
| 1.972.358 | 2.021.200 | 2.039.200 | 2.059.484 | 2.141.834    | 2.043.762     |

### Ascendència i immigració
| Lloc de naixement | Població  |
| ----------------- | --------- |
| Austràlia         | 1.258.506 |
| Anglaterra        | 169.938   |
| Nova Zelanda      | 59.459    |
| Índia             | 58.229    |
| Sud-àfrica        | 38.793    |
| Malàisia          | 31.268    |
| Filipines         | 30.806    |
| Xina continental  | 27.237    |
| Escòcia           | 23.280    |
| Vietnam           | 17.174    |
| Itàlia            | 16.536    |
| Irlanda           | 16.412    |
| Singapur          | 15.387    |
| Indonèsia         | 13.031    |
| Zimbàbue          | 10.743    |

Al cens de 2021, els ascendents més nominats eren:
- anglesos (36.8%)

- Australians (27.8%)[note 7]

- Irlandesos (8.8%)

- escocesos (8.7%)

- italians (5.5%)

- xinesos (5.5%)

- indis (3.6%)

- alemanys (2.8%)

- neerlandesos (2%)

- filipins (1.9%)

- Aborígens australians (1.8%)[note 8]

- sud-africans (1.4%)

- maoris (1.1%)

- vietnamites (1.1%)

- neozelandesos (1.1%)

- Croats (1%)

La població de Perth destaca per l'alta proporció de residents nascuts britànics i irlandesos. Al cens de 2021, es van comptabilitzar 169.938 residents a Perth nascuts a Anglaterra, per davant fins i tot de Sydney (151.614), tot i que aquest últim tenia més del doble de població.

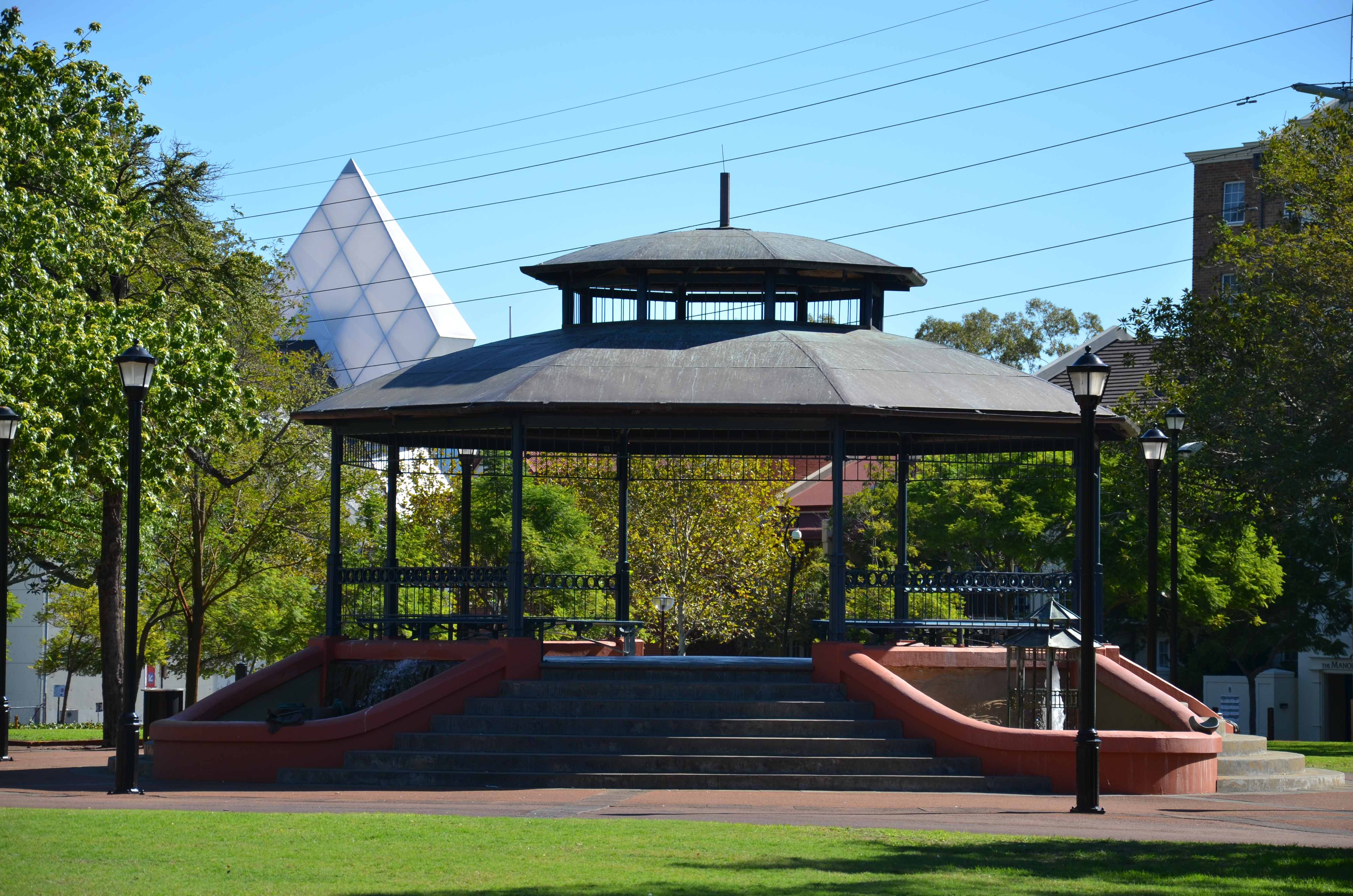
Russell Square, Northbridge - històricament el lloc de trobada preferit de la comunitat italiana de "Little Italy"

La composició ètnica de Perth va canviar a la segona part del segle XX quan un nombre important d'immigrants d'Europa continental van arribar a la ciutat. Abans d'això, la població de Perth havia estat gairebé completament anglo-celta d'origen ètnic. Com que Fremantle va ser el primer aterratge a Austràlia per a molts vaixells de migrants procedents d'Europa als anys 50 i 60, Perth va començar a experimentar una afluència diversa de persones, com ara italians, grecs, neerlandesos, alemanys, turcs, croats i macedonis. La influència italiana a l'àrea de Perth i Fremantle ha estat substancial, evident en llocs com el "Cappuccino Strip" de Fremantle amb molts restaurants i botigues italianes. A Fremantle, la tradicional benedicció italiana del festival de flotes se celebra cada any a l'inici de la temporada de pesca. A Northbridge cada desembre té lloc el Festival de San Nicola, que inclou un certamen seguit d'un concert, principalment en italià. Els suburbis que envolten la zona de Fremantle, com Spearwood i Hamilton Hill, també contenen altes concentracions d'italians, croats i portuguesos. Perth també ha estat la llar d'una petita comunitat jueva des de 1829 –en 5.082 el 2006– que han emigrat principalment d'Europa de l'Est i més recentment de Sud-àfrica.

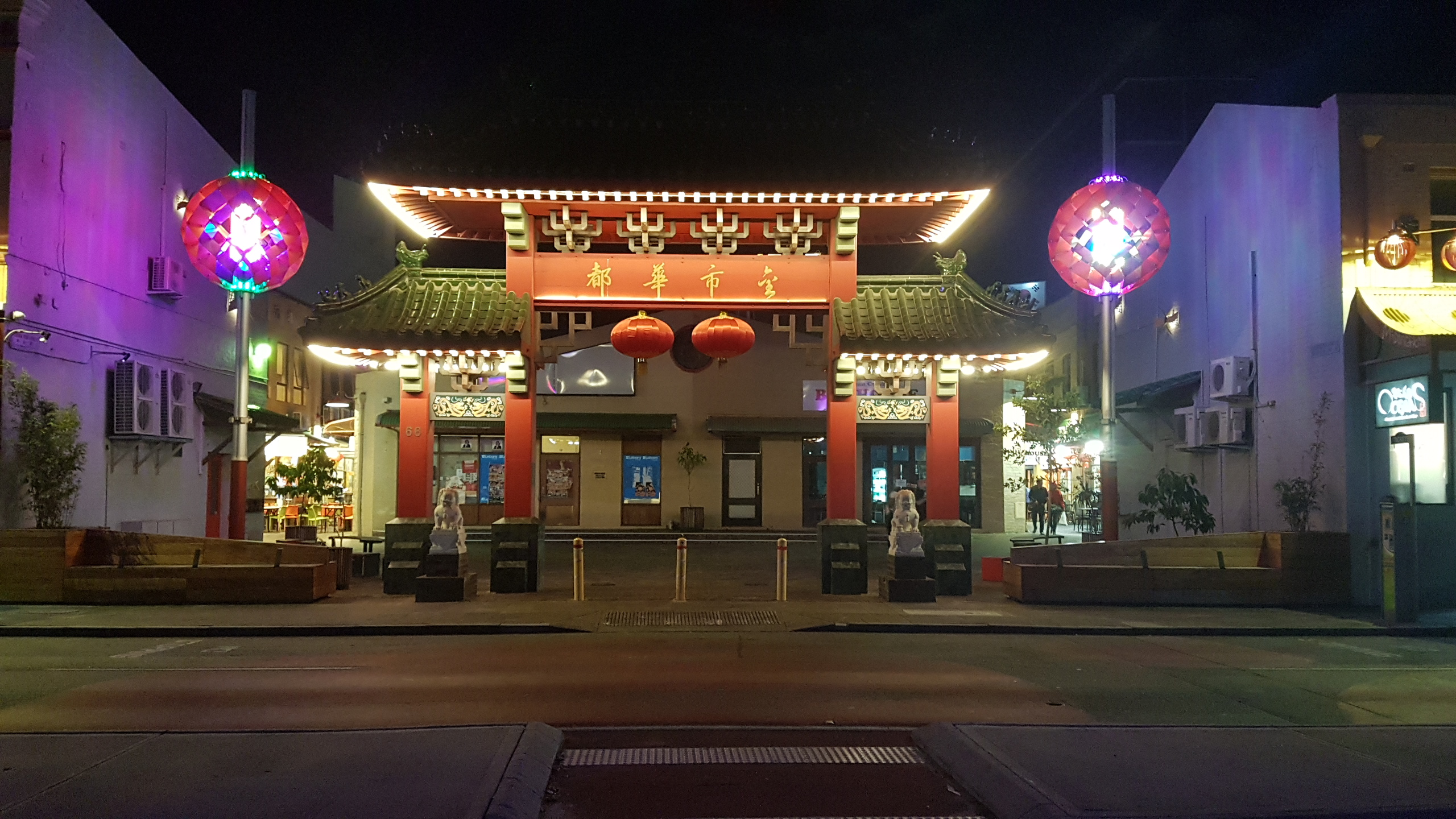
Entrada de Chinatown al carrer Roe

Una onada més recent d'arribades inclou blancs sud-africans. Els sud-africans van superar els nascuts a Itàlia com el quart grup estranger més gran el 2001. El 2016, hi havia 35.262 sud-africans que vivien a Perth. Molts afrikàners i angloafricans van emigrar a Perth durant les dècades de 1980 i 1990, amb la frase "empaquetar per a Perth" associant-se als sud-africans que opten per emigrar a l'estranger, de vegades independentment de la destinació. Com a resultat, la ciutat ha estat qualificada com "la capital australiana dels sud-africans a l'exili". El motiu de la popularitat de Perth entre els blancs sud-africans s'ha atribuït sovint a la ubicació, la gran quantitat de terra i el clima una mica més càlid en comparació amb altres grans ciutats australianes. – Perth té un clima mediterrani que recorda a Ciutat del Cap.
Des del final de la política d'Austràlia Blanca el 1973, Àsia s'ha convertit en una font cada cop més important de migrants, amb comunitats del Vietnam, Malàisia, Indonèsia, Tailàndia, Singapur, Hong Kong, la Xina continental i l'Índia. El 2016 hi havia 112.293 persones d'ascendència xinesa a Perth – 5,3% de la població de la ciutat. Aquests compten amb el suport de l'Associació Eurasiàtica d'Austràlia Occidental d'Austràlia Occidental, que també dona servei a una comunitat d'immigrants eurasiàtics portuguesos-malaquesos o Kristang.
Els immigrants de l'Orient Mitjà tenen presència a Perth. Provenen de diversos països, com ara l'Aràbia Saudita, Síria, l'Iran, Iraq, Israel, el Líban, els Emirats Àrabs Units, Oman, el Iemen i l'Afganistan.
Perth també té una de les poblacions llatinoamericanes més grans d'Austràlia, amb brasilers i xilens com els grups llatinoamericans més grans a Perth.
La comunitat índia inclou un nombre substancial de parsis que van emigrar de Bombai – Perth és la ciutat australiana més propera a l'Índia – l'any 2021 els que tenien ascendència índia representaven el 3,5% de la població de Perth Perth també és la llar de la població anglobirmana més gran del món; molts es van establir aquí després de la independència de Birmània el 1948 amb la immigració que va començar després de 1962. La ciutat és ara el centre cultural dels anglobirmans a tot el món. També hi ha una important població anglo-índia a Perth, que també es va establir a la ciutat després de la independència de l'Índia.
Al cens del 2021, el 2% de la població de Perth es va identificar com a aborigen i/o illenc de l'estret de Torres.

### Llengues
Segons el cens de 2016, el 73,5% dels habitants parlaven només anglès a casa, i els següents idiomes més comuns eren el mandarí (2,3%), l'italià (1,4%), el vietnamita (1,0%), el cantonès (1,0%) i l'àrab (0,7%).

### Religió

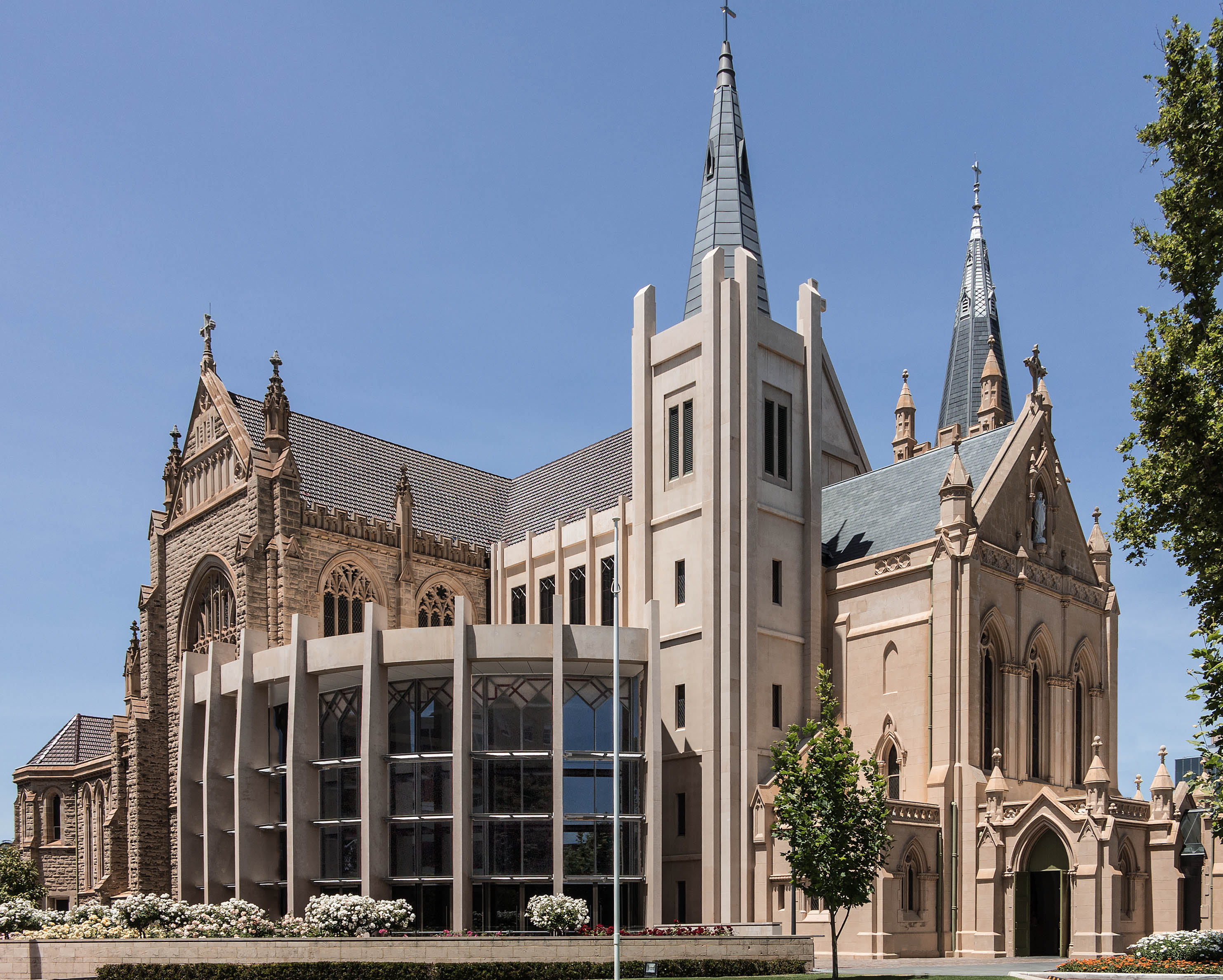
Catedral de Santa Maria

El 32,1% dels enquestats del cens de 2016 a Perth no tenien religió, enfront del 29,6% de la població nacional. El 1911, la xifra nacional era del 0,4%.
Els catòlics són la denominació cristiana única més gran de l'àrea de Greater Perth amb un 22%. L’Ordinariat Personal de la Mare de Déu de la Creu del Sud reclama més de 2.000 membres. Perth és la seu de l’arxidiòcesi catòlica romana de Perth. Els anglicans són el 13,8% de la població. Perth és la seu de la diòcesi anglicana de Perth.
El budisme i l'islam reclamen cadascun més de 40.000 adherents. Més de 39.000 membres de l’Església Unitària d'Austràlia viuen a Perth. Perth té la tercera població jueva més gran d'Austràlia, amb aproximadament 20.000, amb sinagogues tant ortodoxes com progressistes i una escola de dia jueva. La comunitat bahá'í de Perth compta amb uns 1.500. L'hinduisme té més de 20.000 adeptes a Perth; la celebració de Divali (festival de les llums) el 2009 va atreure més de 20.000 visitants. Hi ha temples hindús a Canning Vale, Anketell i un temple Swaminarayan a Bennett Springs. L'hinduisme és la religió que creix més ràpid a Austràlia. Perth també és la llar de 12.000 Sants dels Últims Dies i el temple de Perth Austràlia de l'Església de Jesucrist dels Sants dels Darrers Dies.

## Economia

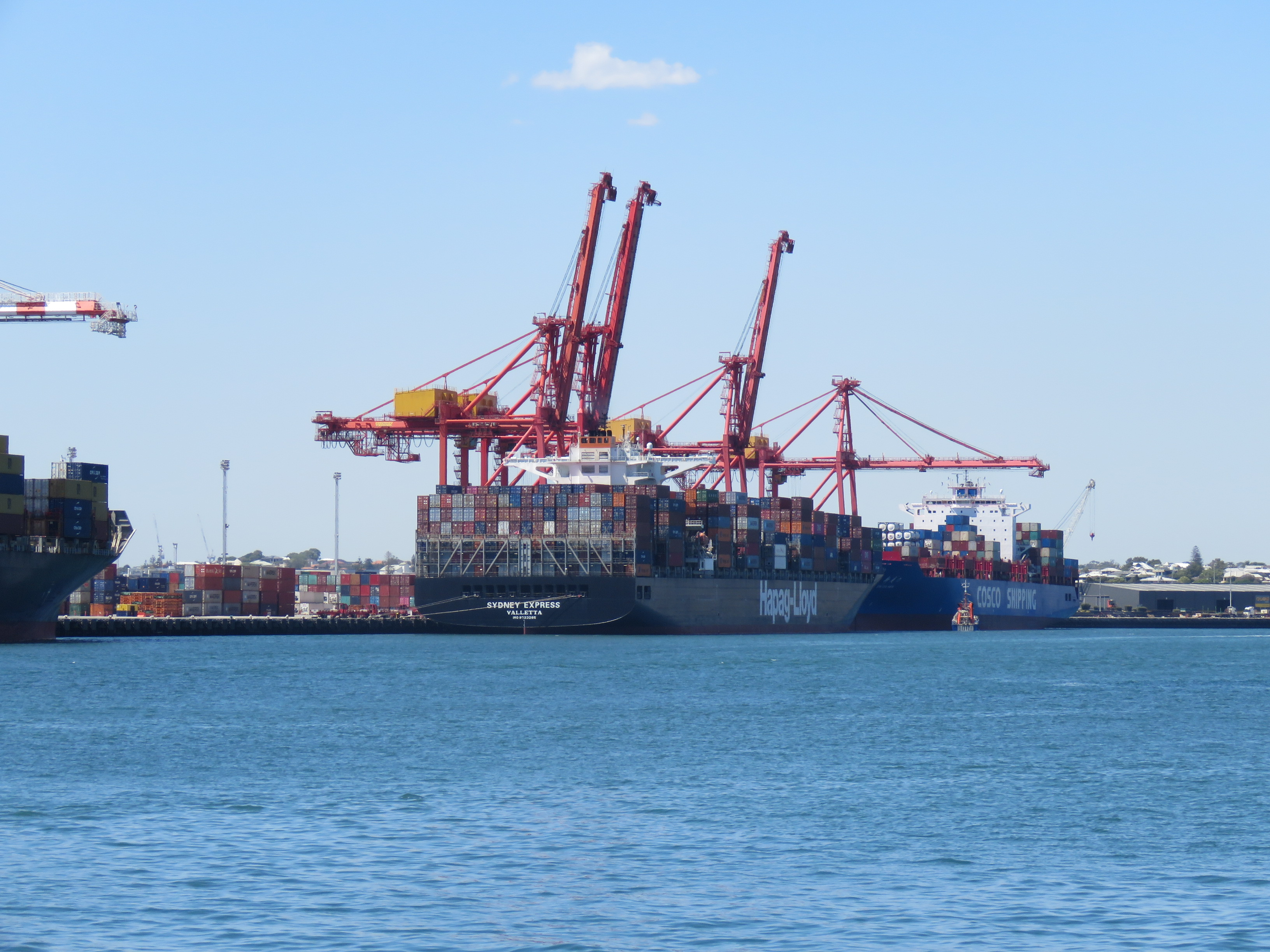
Port de Fremantle

En virtut de la seva població i el seu paper com a centre administratiu de negocis i govern, Perth domina l'economia d'Austràlia Occidental, malgrat que les principals indústries d'exportació de mineria, petroli i agrícoles es troben en altres llocs de l'estat. La funció de Perth com a capital de l'estat, la seva base econòmica i la mida de la població també han creat oportunitats de desenvolupament per a moltes altres empreses orientades a mercats locals o més diversificats. L'economia de Perth ha anat canviant a favor de les indústries de serveis des de la dècada de 1950. Tot i que un dels principals conjunts de serveis que ofereix està relacionat amb la indústria dels recursos i, en menor mesura, amb l'agricultura, la majoria de la gent de Perth no està connectada amb cap dels dos; tenen feines que ofereixen serveis a altres persones a Perth.
Com a conseqüència del relatiu aïllament geogràfic de Perth, maig no ha tingut les condicions necessàries per desenvolupar indústries manufactureres importants que no siguin les que atenen les necessitats immediates dels seus residents, la mineria, l'agricultura i algunes àrees especialitzades, com, en els últims temps, la construcció naval. Simplement era més barat importar tots els productes manufacturats necessaris des dels estats de l'est o de l'estranger.
L'ocupació industrial va influir en la geografia econòmica de Perth. Després de la Segona Guerra Mundial, Perth va experimentar una expansió suburbana ajudada per alts nivells de propietat de cotxes. La descentralització de la força de treball i les millores del transport van fer possible l'establiment de la petita fabricació als suburbis. Moltes empreses van aprofitar els terrenys relativament barats per construir plantes àmplies d'una sola planta en llocs suburbans amb un aparcament abundant, fàcil accés i una congestió de trànsit mínima. "Els antics vincles estrets de la fabricació amb ubicacions properes al centre i/o al costat del ferrocarril es van afluixar".
Polígons industrials com Kwinana, Welshpool i Kewdale van ser addicions de la postguerra que van contribuir al creixement de la fabricació al sud del riu. L'establiment de l'àrea industrial de Kwinana va ser recolzat per l'estandardització de l'ample de ferrocarril est-oest que unia Perth amb l'est d'Austràlia. Des de la dècada de 1950, la zona ha estat dominada per la indústria pesant, que inclou una refineria de petroli, una laminadora d'acer amb un alt forn, una refineria d'alúmina, una central elèctrica i una refineria de níquel. Un altre desenvolupament, també relacionat amb l'estandardització del ferrocarril, va ser el 1968 quan es va desenvolupar la terminal de mercaderies de Kewdale al costat de la zona industrial de Welshpool, en substitució dels antics patis ferroviaris de Perth.
Amb un creixement important de la població després de la Segona Guerra Mundial, el creixement de l'ocupació no es va produir en la indústria manufacturera sinó en el comerç minorista i a l'engròs, els serveis empresarials, la salut, l'educació, els serveis comunitaris i personals i l'administració pública. Eren cada cop més aquests sectors de serveis, concentrats al voltant de l'àrea metropolitana de Perth, els que donaven llocs de treball.
Perth també s'ha convertit en un centre de startups centrades en la tecnologia des de principis de la dècada de 2000 que ofereixen un conjunt de llocs de treball altament qualificats a la comunitat de Perth. Empreses com Appbot, Agworld, Touchgram i Healthengine provenen de Perth i han estat titulars a nivell internacional. Programes com StartupWA i incubadores com Spacecubed i Vocus Upstart estan enfocats a crear una cultura d'inici pròspera a Perth i fer créixer la propera generació d'empresaris amb seu a Perth.

## Història
Els aborígens australians han viscut la zona de Perth durant almenys 38.000 anys, com ho demostren les restes arqueològiques. El poble noongar va ocupar el cantó sud-oest d'Austràlia Occidental com a caçadors-recol·lectors, i els aiguamolls de la plana costanera de Swan eren particularment importants per a ells, tant espiritualment com com a font d'aliment.
El capità holandès Willem de Vlamingh i la seva tripulació van realitzar el primer albirament documentat de l'actual regió de Perth pels europeus el 10 de gener de 1697, i el capità James Stirling va fundar Perth el 1829 al país dels Whadjuk com el centre administratiu de la colònia del riu Swan, la primera colònia de colons lliures a Austràlia establerta per capital privat. Va rebre el nom de la ciutat de Perth, Escòcia, pel patró de Stirling, Sir George Murray, que tenia connexions amb la zona. En 6 de febrer de 1832 la colònia fou rebatejada com Colònia d'Austràlia Occidental.
En 1850, els condemnats van començar a arribar a la colònia en gran nombre per construir carreteres i altres infraestructures públiques, i Perth va guanyar l'estatus de ciutat el 1856, tot i que actualment el municipi només regeix una petita àrea de la Regió Metropolitana de Perth al voltant del districte central de negocis. La població de la ciutat va augmentar substancialment a causa de la Febre de l'or a Austràlia Occidental a finals del segle XIX i ha crescut constantment des de la Segona Guerra Mundial a causa d’una elevada taxa de migració neta. Els immigrants de la postguerra eren majoritàriament britànics i del sud d’Europa, mentre que les arribades més recents han provocat una gran població d’ascendència asiàtica. Diversos booms miners en altres parts de l'Austràlia Occidental a finals del segle XX i principis del XXI van fer que Perth es convertís en la seu regional de grans explotacions mineres.

## Economia
Com a resultat del seu aïllament geogràfic, mai no ha tingut les condicions necessàries per desenvolupar indústries manufactureres significatives que no fossin per atendre les necessitats immediates dels seus residents, sent més barat importar els productes manufacturats necessaris. L'economia de Perth ha canviat a favor dels serveis des de la dècada de 1950.
Tot i que els principals ingressos que proporciona estan relacionats amb la indústria dels recursos i, en menor mesura, amb l’agricultura, la majoria de la gent de Perth no hi treballa, tenen feines que ofereixen serveis locals. En virtut de la seva població i el seu paper com a centre administratiu per a empreses i governs, Perth domina l'economia d'Austràlia Occidental, malgrat que les principals indústries mineres, petrolieres i d'exportació agrícola es troben en altres llocs de l'estat. Com a capital de l'estat, la seva base econòmica i la mida de la població han creat oportunitats de desenvolupament per a moltes altres empreses orientades a mercats locals o més diversificats.